# Hemiodus quadrimaculatus
Hemiodus quadrimaculatus es una especie de peces de la familia Hemiodontidae en el orden de los Characiformes.

## Morfología
Los machos pueden llegar alcanzar los 13,1 cm de longitud total.

## Reproducción
Es ovíparo.

## Hábitat
Es un pez de agua dulce y de  clima tropical (23 °C-27 °C).

## Distribución geográfica
Se encuentran en Sudamérica:  cuencas de los ríos  Negro,  Trombetas,  Araguari,  Nickerie,  Coppename y  Oyapock.